# Mipam Wangpo (gyalwang drugpa)
Mipham Wangpo (1654-1717) was een Tibetaans tulku. Hij was de zesde gyalwang drugpa, de belangrijkste geestelijk leiders van de drugpa kagyütraditie in het Tibetaans boeddhisme.